# Les Mystères de Richard Scarry
 (mars 2021).
Si vous disposez d'ouvrages ou d'articles de référence ou si vous connaissez des sites web de qualité traitant du thème abordé ici, merci de compléter l'article en donnant les références utiles à sa vérifiabilité et en les liant à la section « Notes et références ».
Les Mystères de Richard Scarry (Busytown Mysteries) est une série télévisée d'animation canadienne en 52 épisodes, diffusée de 2007 à 2010 sur CBS.
En France, la série est diffusée à partir de septembre 2008 sur France 5 dans l'émission Zouzous, puis sur TiJi.
Il s'agit de la seconde adaptation des livres de Richard Scarry après Le Monde irrésistible de Richard Scarry (1994).

## Synopsis
Un chat nommé Cassis résout des mystères avec l'aide de ses amis Groseille et Asticot. 
La majorité des épisodes se passent à Tourneville (Busytown en VO), et voient l'apparition de Louis d'Or, un insecte doré, journaliste et animateur de l'émission "un jour, un scoop".

## Fiche technique
- Titre original : Les Mystères de Richard Scarry
- Création : Richard Scarry
- Scénario :
- Réalisation : Ken Cunningham
- Production : Christine Davis, Genna Du Plessis, Audrey Velichka
- Société de production : Cookie Jar Entertainment
- Création des personnages : Richard Scarry
- Montage : Camille Crawford et Michael Agostini
- Diffusion originale : 22 septembre 2007 – 9 novembre 2010
- Diffusion française : septembre 2008
- Durée moyenne par épisode : 11 minutes
- Pays d'origine :  Canada
- Nombre de saisons : 2
- Nombre d'épisodes : 52

## Distribution

### Voix originales
- Joanne Vannicola : Huckle Cat
- Ellie Ellwand : Sally Cat
- Paul Wensley : Lowly Worm
- Julie Lemieux : Pig Will
- Richard Binsley : Pig Won't
- Kevin Dennis : Goldbug

### Voix québécoises
- Pascale Montreuil : Cassis
- Antoine Durand : Asticot
- Aline Pinsonneault : Groseille
- Olivier Visentin : Louis d'Or
- Violette Chauveau : Mais Oui
- Romy Kraushaar-Hébert : Mais Non